# Amtsgericht Bad Oeynhausen

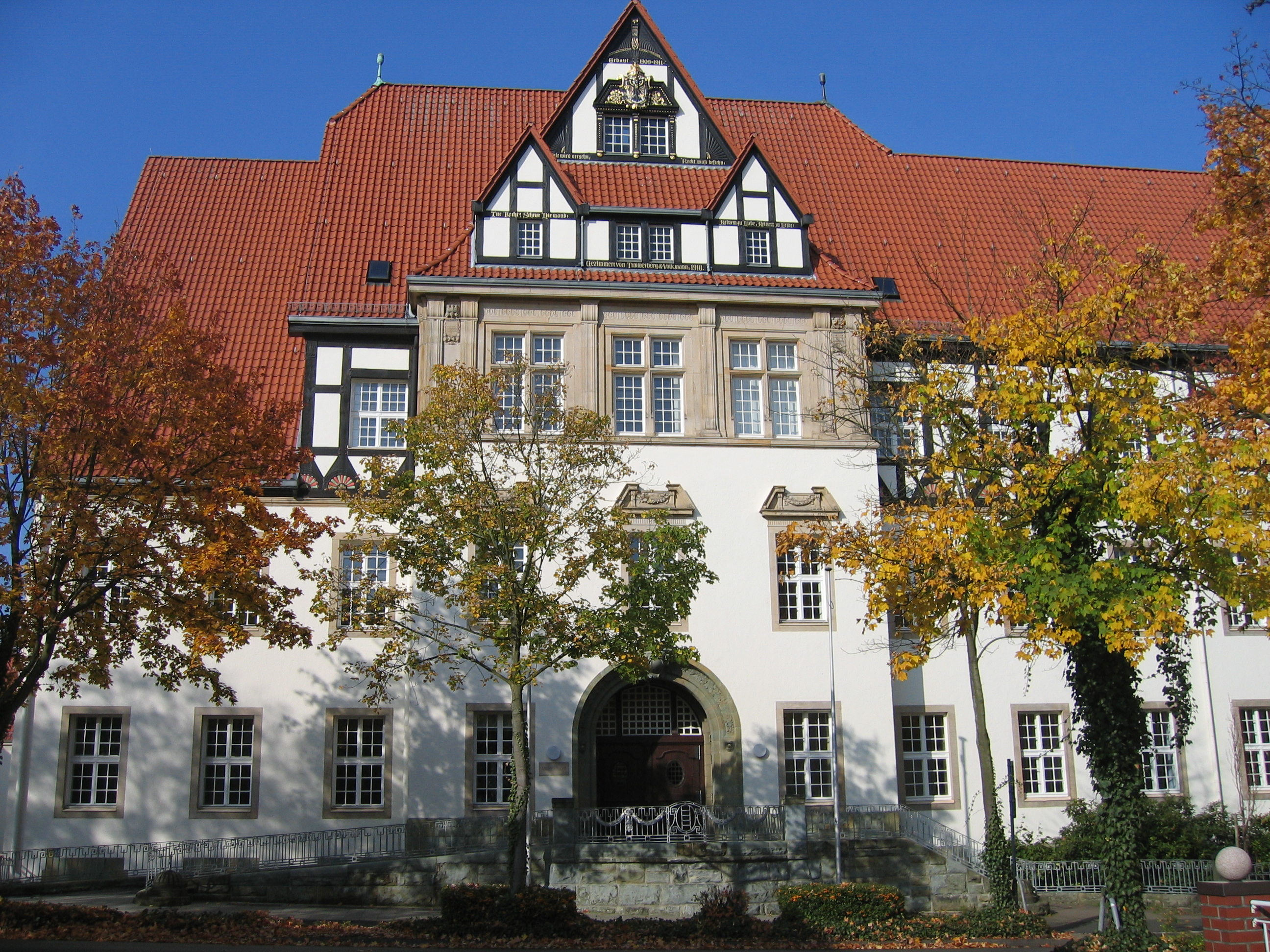
Das Gebäude des Amtsgerichts

Das Amtsgericht Bad Oeynhausen ist für die Stadt Bad Oeynhausen im Kreis Minden-Lübbecke, wo es seinen Sitz hat, sowie die Städte Löhne und Vlotho im Kreis Herford zuständig. In dem 201 km² großen Gerichtsbezirk leben rund 110.000 Menschen. Das Amtsgericht Bad Oeynhausen ist ferner als Registergericht der Kreise Herford und Minden-Lübbecke für die Führung des Handels-, Genossenschafts- und Vereinsregisters der Amtsgerichte Bünde, Herford, Lübbecke, Minden und Rahden zuständig.

## Geschichte
Das Amtsgericht wurde am 26. Juli 1878 gegründet und hatte seinen Sitz anfangs in der Herforder Straße 50 in Bad Oeynhausen. Sein ursprünglicher Bezirk umfasste die Ämter Rehme und Löhne und vom Amt Hausberge die Gemeinden Holtrup und Vennebeck. Bis 1992 diente das ehemalige Gerichtsgefängnis als Jugendarrestanstalt.
Mit Ablauf des 31. Dezember 1973 wurde durch das sogenannte Bielefeld-Gesetz das Amtsgericht Vlotho aufgehoben und sein Bezirk dem Amtsgericht Bad Oeynhausen zugeschlagen. In Vlotho wurde zunächst eine Zweigstelle errichtet, die zum 30. Juni 1975 aufgelöst wurde.

## Übergeordnete Gerichte
Das dem Amtsgericht Bad Oeynhausen übergeordnete Landgericht ist das Landgericht Bielefeld, das wiederum dem Oberlandesgericht Hamm untersteht.